# Mayfield (Kansas)
Mayfield és una població dels Estats Units a l'estat de Kansas. Segons el cens del 2000 tenia 113 habitants.

## Demografia
Segons el cens del 2000, Mayfield tenia 113 habitants, 48 habitatges, i 39 famílies. La densitat de població era de 436,3 habitants/km².
Dels 48 habitatges en un 25% hi vivien nens de menys de 18 anys, en un 70,8% hi vivien parelles casades, en un 8,3% dones solteres, i en un 18,8% no eren unitats familiars. En el 16,7% dels habitatges hi vivien persones soles el 6,3% de les quals corresponia a persones de 65 anys o més que vivien soles. El nombre mitjà de persones vivint en cada habitatge era de 2,35 i el nombre mitjà de persones que vivien en cada família era de 2,64.
Per edats la població es repartia de la següent manera: un 20,4% tenia menys de 18 anys, un 3,5% entre 18 i 24, un 28,3% entre 25 i 44, un 26,5% de 45 a 60 i un 21,2% 65 anys o més.
L'edat mediana era de 44 anys. Per cada 100 dones de 18 o més anys hi havia 87,5 homes.
La renda mediana per habitatge era de 40.417 $ i la renda mediana per família de 45.625 $. Els homes tenien una renda mediana de 41.250 $ mentre que les dones 24.500 $. La renda per capita de la població era de 18.399 $. Entorn del 7,3% de les famílies i el 4,1% de la població estaven per davall del llindar de pobresa.

## Poblacions més properes
El següent diagrama mostra les poblacions més properes.